# Johanna Aronsson
Johanna Aronsson, född 21 maj 1982, är en svensk tidigare handbollsspelare (vänstersexa/vänsternia).

## Klubblagskarriär
Johanna Aronsson började spela i GF Kroppskultur, men hennes elitkarriär började i Skövde HF som hon kom till säsongen 1999/2000. Med Skövde HF vann hon junior-SM år 2000. Hon spelade i Skövde HF till 2002.Önnereds HK blev hennes nästa klubb men hon är inte noterad som målgörare i klubben förrän hösten 2003, men 2002/2003 spelade Önnered i division I så det kan förklara detta. 2004 fick hon utmärkelsen Årets Komet 2005 blev hon proffs i norska Bækkelagets SK  Under sin första säsong presterade hon bra som kantspelare i Bækkelaget. Proffssejouren blev sedan misslyckad på grund av knäskadan. 2007 återvände Johanna Aronsson till Önnered. Aronsson spelade sedan i Önnered i två år till 2009, då upphör uppgifterna om henne som målgörare i svenska tidningar.

## Landslagskarriär
Johanna Aronsson debuterade i svenska landslaget 2002 och spelade 41 landskamper med 46 lagda mål till 2006. Hon fick en korsbandsskada i en landskamp mot Danmark 2006 och representerade sedan inte Sverige igen.

## Privatliv
Aronsson hade en syster Jessica Aronsson som var handbollsmålvaktm i Önnered. Hon studerade juridik på universitetet.